# Nyctemera vvandenberghi
Nyctemera vvandenberghi là một loài bướm đêm thuộc phân họ Arctiinae, họ Erebidae.